# Novoselîțea, Ciîhîrîn
Novoselîțea (în ucraineană Новоселиця) este localitatea de reședință a comunei Novoselîțea din raionul Ciîhîrîn, regiunea Cerkasî, Ucraina.

## Demografie
Componența lingvistică a localității Novoselîțea
     Ucraineană (97,11%)
     Rusă (2,57%)
     Alte limbi (0,32%)
Conform recensământului din 2001, majoritatea populației localității Novoselîțea era vorbitoare de ucraineană (97,11%), existând în minoritate și vorbitori de rusă (2,57%).